# Тарас Шевченко
Тарас Григорович Шевченко (укр. Тарас Григорович Шевченко; Моринц, Руска Империја, 9. март 1814 — Санкт Петербург, 10. март 1861) био је један од највећих украјинских песника, писац, сликар и хуманиста, јавна и политичка личност, као и фолклориста и етнограф.
Његово књижевно наслеђе сматра се темељом новије украјинске књижевности. Шевченко је писао и на руском језику. Оставио је за собом неколико слика ремек-дела. Многи аналитичари у Украјини и иностранству сматрају га већим мислиоцем свог времена од писаца попут Лава Толстоја, песника Александра Пушкина и неких других светски познатих аутора. Његов књижевни рад био је препород за украјинску књижевност. Теме које преовлађују у његовим делима су тежак положај украјинског сељака, чежња за срећним временима домовине, жеља и нада за социјално и национално ослобођење Украјине.
Шевченко је био члан Кирило-Методијевског братства у Кијеву. У изгнанству је провео 10 година. У својим историјским делима приказао је борбу украјинског народа против социјалног и националног угњетавања. Бранио је идеју независности Украјине. Због својих изразитих политичких ставова, Шевченко никада није успео да уђе у одговарајући круг највећих светских писаца, иако га многи критичари сматрају неупитним светским књижевним великаном, посебно у Украјини, Русији, Пољској и другим источноевропским земљама.
По њему се зове Национални универзитет Кијева.

## Биографија
Тарас Шевченко је рођен као кмет - роб. Са девет година је остао без мајке, а две године касније и без оца. Основно образовање стекао је у сеоској школи служећи ђакону. Ту је открио своју склоност ка сликању. Тај његов дар открио је украјински спахија Енгелгардт коме је Шевченко припадао. У жељи да има свог дворског сликара, Енгелхардт школује младог Тараса - најпре у Вилњусу, а затим и у Петербургу.

## Школовање и први успех
Шевченко у Санкт Петербургу упознаје познатог руског сликара, истовремено професора на Академији уметности, Карла Брјулова. Сликар је био одушевљен Шевченковим талентом. Насликао је портрет истакнутог руског песника Василија Жуковског, а за средства која је добио од продаје тог портрета, откупио је Шевченка из ропства за 2500 рубаља.
Године 1838. Шевченко је примљен на уметничку академију у радионицу Карла Брјулова. На једном од испита био је награђен сребрном медаљом. Убрзо је постао врло популаран у престоници руског царства. Писао је дивне песме на матерњем украјинском језику. Те песме које је он писао за своју душу, његови пријатељи су објавили 1840. у збирци под називом „Кобзар“ (кобзар је свирач украјинског народног жичаног инструмента - кобзе, који у украјинском фолклору представљају исто што и гусле у српском фолклору).
После тога, 1841. објавио је епску поему Гајдамаки, где је описан крвави обрачун Украјинаца против пољске властеле.
Шевченка ускоро позивају многе племићке породице, предлажу му даље школовање у Италији, али он креће другим путем. Одлучан је у томе да посети Украјину, где су његови браћа и сестре и даље у ропству.
Путовање за Шевченка постаје кобно. Након раскошног живота у Петрограду њега дубоко потресају слике тешког живота његових земљака.

## Прогон
Боравећи у Украјини Шевченко постаје члан словенофилског ћирилометодијевског друштва које је заговарало слободу и равноправност свих словенских народа. После тајне дојаве, чланови Друштва, а са њима и Шевченко бивају ухапшени и прогнани. Шевченка су као обичног редова послали на Урал, а затим у Киргиску пустињу на обали Аралског језера, уз личну цареву забрану да слика и пише.
Шевченко у прогонству кришом пише, прави цртеже кријући их у војничким чизмама.
Након десет година, помилован је уз услов да се не враћа у Украјину и Петроград.

## Последња жеља и смрт
Своје последње дане, Шевченко је провео пишући и сликајући. Имао је скромну жељу да се настани на једном брду са којег би се простирао поглед на Дњепар. Нажалост то није доживео. Најпре је сахрањен у Петрограду, а потом су његови пријатељи испунили последњу Шевченкову жељу, изражену у песми „Завет“ (укр. Заповіт) пренели његове посмртне остатке у Украјину. Сахрањен је коначно на Монашкој гори (укр. Чернеча гора), једном брду изнад Дњепра недалеко од Кањива. Изнад његовог гроба подигнут је велики споменик који је место непрестаног ходочашћа на његов гроб, а дани његовог рођења и смрти (9. и 10. март) постали су дани националног окупљања свих Украјинаца у целом свету.
Година Шевченкове смрти подударила се са годином званичног укидања кметства, што се у народу схватило као благодат коју је писац остварио својим мученичким животом.

## Филозофија Шевченкових дела
Тарас Шевченко својим ликом и делом потпуно се уклапа у стереотип оца модерне нације. Статус „националног пророка“ Шевченко је стекао делом тиме што је његово стваралаштво у условима неструктурираног украјинског друштва преузело на себе поетску функцију патриотског буђења, у својим делима оживео је славне странице украјинске историје, створио нови национални мит. У Шевченковој судбини Украјинци симболично виде историјски развој Украјине.
Време и окружење у којем је Тарас Шевченко стварао, а то је средина 19. века што подразумева период распадања феудалног система, које се огледало у угњетавању сељака који су били у потпуности обесправљени, смештено је у основу Шевченковог стваралаштва. Борба за ослобођење од кметства и борба за национално ослобођење су тесно повезане.

## Наслеђе
Уз све заслуге за украјинско сликарство и обиље надахнутих илустрација и пејзажа насталих током боравка на обалама Аралског мора, Тарас Шевченко је пре свега украјински национални песник и обновитељ украјинске књижевности. Његово песничко стваралаштво обликовало је украјинску прошлост и тежак живот украјинског сељаштва, осудило експлоатацију кметова и освајачку политику руског цара Николаја И. Његова поезија је генетски повезана са достигнућима руског и пољског романтизма (Пушкин и Мичкевич). Украјинске усмене лирске и епске песме – дума. Шевченко није био нимало национално ограничен, он је пријатељ многих пољских логораша и руских интелектуалаца. Пише и на руском. Прву збирку превода Шевченкових „Поетских наратива” објавио је Август Харамбашић 1888. године.
И данас широм Украјине постоји много споменика Тарасу Шевченку. Најпознатији су онај у Кањиви на месту где је сахрањен и споменик у центру Кијева преко пута Кијевског државног универзитета који носи његово име. Подигнути су му и други споменици, који се још граде у другим земљама, посебно у постсовјетским републикама, али и у Канади и САД, где се налазе највећи украјински емигранти.
Град Актау на обали Каспијског мора у Казахстану носио је име Шевченко од 1964. до независности Казахстана 1992. године.

## Најзначајнија књижевна дела
- Кобзар
- Гајдамаки
- Хладна јаруга
- Хамалија
- Кавказ
- Сан, циклус У казамату